# Matt Lucas
Matthew Richard Lucas (Londres, 5 de março de 1974) é um actor de comédia britânico, conhecido pela parceria com David Walliams na série Little Britain.
Em maio de 2007 estava em oitavo lugar na lista dos 100 britânicos gays mais influentes, do jornal The Independent.